# Jean-François Fountaine
Jean-François Fountaine, né le 11 juillet 1951 à Paris, est un homme politique français, ancien régatier et chef d'entreprise dans la construction de navires de plaisance.
Il est maire de La Rochelle depuis 2014. Le 6 juin 2025, il annonce sa démission de son poste de maire, tout en conservant sa place au conseil municipal et le poste de président de l'agglomération.

## Biographie
Né à Paris, il intègre l'École centrale de Nantes en 1970.
Jean-François Fountaine est un ancien coureur nautique, sélectionné pour les Jeux olympiques dans la catégorie 470 (1976), il est aussi ancien champion du Monde de Half Tonner (1980), et se classe deuxième à la Solitaire du Figaro en 1981.
À l'époque où quelques hommes décident d'engager l'image de la ville de La Rochelle et du département de la Charente-Maritime dans la course au large, Jean-François Fountaine est de la partie avec Pierre Follenfant, les architectes Michel Joubert et Bernard Nivelt, Philippe Pallu de La Barrière, créateur du Centre de recherche pour l'architecture et l'industrie nautiques. « On était parmi les premiers à travailler le composite. Les gens nous disaient que notre voilier ne sortirait pas de la baie », rapporte Frédéric Charpail (Président du port de plaisance de La Rochelle et des Francofolies). À peine baptisé, le catamaran Charente-Maritime pour sa première sortie arrive en tête de la transat 1982 La Rochelle - La Nouvelle-Orléans, puis s'inscrit au départ d'autres courses prestigieuses.
Après la période course, Jean-François Fountaine se tourne vers la plaisance en créant en association avec Yves Pajot, autre régatier français de renommée internationale, un chantier de construction de bateaux.
Le chantier Fountaine-Pajot est situé à La Rochelle et à Aigrefeuille-d'Aunis. Créé en 1980 par quatre personnes, il est devenu le premier constructeur mondial de catamarans de plaisance. Le 13 juin 2007, la société est cotée en bourse sur Alternext.
En 2009, Jean François Fountaine est élu président de la Fédération des industries nautiques (FIN).
Il est membre de l'Académie des technologies.
Jean-François Fountaine est marié à Claire Fountaine, elle aussi ancienne championne du monde de 470, qui a été directrice des équipes de France de Voile de 2001 à 2008. Leurs enfants perpétuent la tradition familiale en régatant, en compétition, sur différents supports de l'optimist au 470.
Il fait aussi partie des membres fondateurs de l'association Hermione-La Fayette qui s'est lancée en 1997 dans la reconstruction de la frégate Hermione.

## Engagement politique et mandats
Il est également engagé dans la vie sociale et politique de sa région : il a été élu conseiller régional pour le Parti radical de gauche en 1992, réélu en 1998 et 2004.
Il est conseiller municipal à la mairie de La Rochelle sur la liste de Michel Crépeau entre 1995 et 1999 puis du député-maire socialiste Maxime Bono de 1999 à 2014.
Vice-président de la Communauté d'agglomération de La Rochelle, Jean-François Fountaine s'occupe des finances, du grand port maritime et du port de pêche.
Ami de Lionel Jospin, il est également proche de Dominique Strauss-Kahn qu'il a soutenu lors de la primaire socialiste de 2006 ; il a ensuite soutenu Ségolène Royal dans sa campagne présidentielle de 2007.
Pourtant, le 26 février 2008, une polémique éclate lors d'une session extraordinaire du conseil régional. Il quitte une session de l'assemblée régionale, après le refus de Ségolène Royal de lui donner la parole. Un différend opposait la Présidente de Région à son premier vice-président chargé des finances. Alors que Ségolène Royal préconisait le recours à l'endettement pour les finances de la Région, Jean-François Fountaine proposait une augmentation de la fiscalité (2 € par contribuable et par an). La présidente de Région imposa le recours à l’emprunt et le déchargea des finances au profit de Bernard Grasset, maire de la ville de Rochefort, même si Fountaine conserve la première vice-présidence du conseil après cet épisode.
En 2012, il préside le Comité de soutien de la candidature à la députation d'Olivier Falorni, exclu du PS, qui se présente contre Ségolène Royal. Falorni sera élu.
En novembre 2013, la section du Parti socialiste de La Rochelle lui préfère Anne-Laure Jaumouillié pour conduire la liste de gauche aux élections municipales de 2014. Mécontent de ce choix, il exige une primaire ouverte, où il est battu, en décembre 2014. Contestant une nouvelle fois ce choix, il forme une liste dissidente avec des centristes. Sa liste arrive en deuxième position derrière la liste socialiste, au premier tour, mais elle remporte ces élections, dans une triangulaire, au deuxième tour après une fusion avec la liste verte et ouverte, le 30 mars 2014, bénéficiant d'un report de voix d'une partie des électeurs de la liste UMP-UDI.

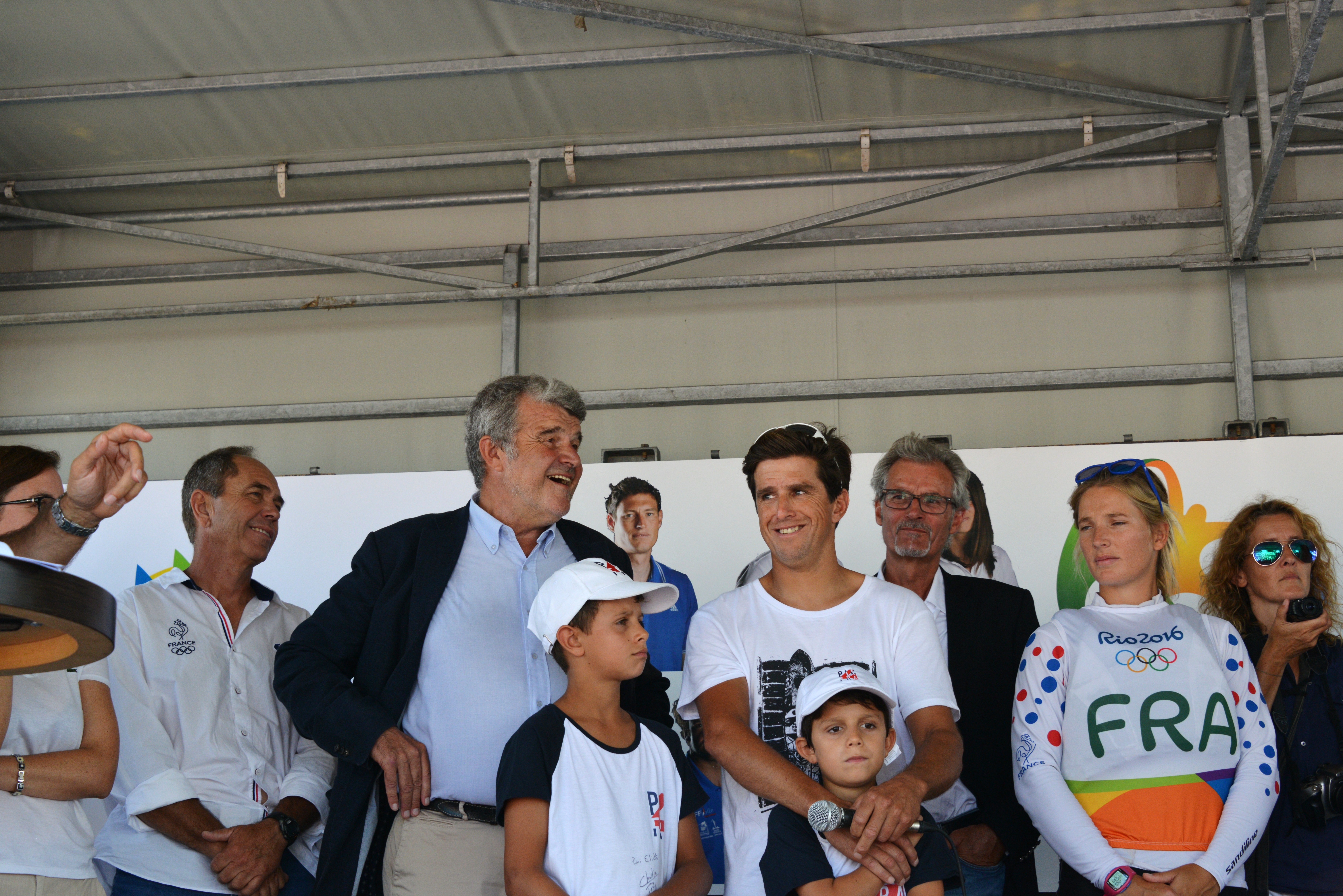
Retour des athlètes charentais-maritimes des Jeux olympiques d’été de Rio de Janeiro 2016.

Il est officiellement élu maire de La Rochelle le samedi 5 avril 2014 lors du conseil municipal d'installation, succédant à Maxime Bono.
Jean-François Fountaine a été adhérent au Parti socialiste, il en a été exclu à la suite de sa candidature indépendante à l’élection municipale de la Rochelle en 2014.
Lors de l’élection présidentielle de 2017, il parraine la candidature d’Emmanuel Macron et annonce qu’il votera pour lui dès le premier tour.
Pour les élections européennes de 2019, il déclare ne pas faire campagne pour une liste en particulier mais hésite entre la liste de Nathalie Loiseau et celle des écologistes car il « trouve que Yannick Jadot a un parcours intéressant ».
Brouillé avec Olivier Falorni, il l'affronte lors du scrutin municipal de 2020 à La Rochelle ; si Falorni arrive en tête au premier tour, Fountaine l'emporte au second, avec moins de 200 voix d'avance.
Il démissionne en mai 2025 de sa fonction de maire de La Rochelle. Il reste cependant conseiller municipal et président de la communauté d’agglomération.

## Distinctions
- Chevalier de la Légion d'honneur (2008)[19] décoration reçu le 3 avril 2009[20],[21]
- Chevalier de l'ordre national du Mérite (1987)
- Officier de l'ordre national du Mérite (2021)[22]
- Officier de l'ordre du Mérite maritime[23]